# CART-Saison 2003
Die CART-Saison 2003 war die 25. und letzte Saison der CART-Rennserie, sowie die 82. Meisterschaftssaison im US-amerikanischen Formelsport.

## Hintergrund
Toyota und Honda verließen die Champ Car World Series in Richtung IndyCar Series. Ford blieb damit der einzige Motorenhersteller und stellte allen Teams 2,65-Liter-V8-Turbomotoren zur Verfügung.
Chip Ganassi Racing und das Team Green zusammen mit dem Fahrer Michael Andretti wechselten ebenfalls zur Konkurrenzserie.
Der letztjährige Titelgewinner Cristiano da Matta wechselte zu Toyota in die Formel 1.
Das Auftaktrennen fand am 23. Februar in St. Petersburg (USA) statt, das Finale war am 26. Oktober 2003 in Surfers Paradise (Australien).
Das Rennen in Fontana musste wegen Waldbränden nahe der Rennstrecke abgesagt werden.
Es war die letzte von CART ausgerichtete Saison in diesem Format. Am Ende des Jahres war die Organisation insolvent. Die Open-Wheel Racing Series (OWRS) übernahm die Serie und nannte diese weiterhin Champ Car World Series.

## Saisonverlauf
Mit sieben Rennsiegen sicherte sich Paul Tracy den Meistertitel vor Bruno Junqueira.
Mit drei Siegen und 159 Meisterschaftspunkte sicherte sich Sébastien Bourdais den Titel "Rookie of the Year", in der Gesamtwertung lag er am Ende der Saison auf dem vierten Gesamtrang.

## Teams und Fahrer
| Team                           | Chassis     | Nr. | Fahrer              | Rennen            |
| ------------------------------ | ----------- | --- | ------------------- | ----------------- |
| Newman/Haas Racing             | Lola B02/00 | 1   | Bruno Junqueira     | 1–19              |
| Newman/Haas Racing             | Lola B02/00 | 2   | Sébastien Bourdais  | 1–19              |
| Team Player's                  | Lola B02/00 | 3   | Paul Tracy          | 1–19              |
| Team Player's                  | Lola B02/00 | 32  | Patrick Carpentier  | 1–19              |
| Herdez Competition             | Lola B02/00 | 4   | Roberto Moreno      | 1–16, 18          |
| Herdez Competition             | Lola B02/00 | 4   | Roberto González    | 17                |
| Herdez Competition             | Lola B02/00 | 55  | Mario Domínguez     | 1–19              |
| Walker Racing                  | Reynard 02I | 5   | Rodolfo Lavín       | 1–19              |
| Walker Racing                  | Reynard 02I | 15  | Darren Manning      | 1–19              |
| Walker Racing                  | Reynard 02I | 25  | Luis Díaz           | 17                |
| Fittipaldi-Dingman Racing      | Reynard 02I | 7   | Tiago Monteiro      | 1–19              |
| Team Rahal                     | Lola B02/00 | 9   | Michel Jourdain jr. | 1–19              |
| Dale Coyne Racing              | Lola B02/00 | 11  | Roberto González    | 1                 |
| Dale Coyne Racing              | Lola B02/00 | 11  | Alex Yoong          | 2–5               |
| Dale Coyne Racing              | Lola B02/00 | 11  | Gualter Salles      | 6                 |
| Dale Coyne Racing              | Lola B02/00 | 11  | Geoff Boss          | 7–18              |
| Dale Coyne Racing              | Lola B02/00 | 19  | Joël Camathias      | 1–7               |
| Dale Coyne Racing              | Lola B02/00 | 19  | Gualter Salles      | 8–9, 11–15, 17–18 |
| Dale Coyne Racing              | Lola B02/00 | 19  | Alex Sperafico      | 10, 16            |
| American Spirit Team Johansson | Reynard 02I | 12  | Jimmy Vasser        | 1–19              |
| American Spirit Team Johansson | Reynard 02I | 31  | Ryan Hunter-Reay    | 1–19              |
| Patrick Racing                 | Lola B02/00 | 20  | Oriol Servià        | 1–19              |
| PK Racing                      | Lola B02/00 | 27  | Patrick Lemarié     | 1–6               |
| PK Racing                      | Lola B02/00 | 27  | Bryan Herta         | 7                 |
| PK Racing                      | Lola B02/00 | 27  | Max Papis           | 8-–14             |
| PK Racing                      | Lola B02/00 | 27  | Mika Salo           | 15–18             |
| Rocketsports Racing            | Lola B02/00 | 33  | Alex Tagliani       | 1–19              |
| Mi-Jack Conquest Racing        | Reynard 02I | 34  | Mário Haberfeld     | 1–19              |
| Fernández Racing               | Lola B02/00 | 51  | Adrián Fernández    | 1–19              |

## Statistik

### Rennergebnisse
| Nr. | Datum     | Rennen                                           | Gewinner            | Siegerteam                     | Pole Position       | Schnellste Runde    | Führungsrunden      |
| --- | --------- | ------------------------------------------------ | ------------------- | ------------------------------ | ------------------- | ------------------- | ------------------- |
| 1   | 23. Feb.  | St. Petersburg Streets of St. Petersburg         | Paul Tracy          | Team Player's                  | Sébastien Bourdais  | Sébastien Bourdais  | Paul Tracy          |
| 2   | 23. März  | Monterrey Fundidora Park                         | Paul Tracy          | Team Player's                  | Sébastien Bourdais  | Bruno Junqueira     | Paul Tracy          |
| 3   | 13. April | Long Beach Long Beach Grand Prix Circuit         | Paul Tracy          | Team Player's                  | Michel Jourdain Jr. | Michel Jourdain Jr. | Michel Jourdain Jr. |
| 4   | 5. Mai    | Brands Hatch Brands Hatch Circuit                | Sébastien Bourdais  | Newman/Haas Racing             | Paul Tracy          | Adrián Fernández    | Sébastien Bourdais  |
| 5   | 11. Mai   | Lausitz EuroSpeedway                             | Sébastien Bourdais  | Newman/Haas Racing             | Sébastien Bourdais  | Michel Jourdain Jr. | Sébastien Bourdais  |
| 6   | 31. Mai   | Milwaukee Milwaukee Mile                         | Michel Jourdain Jr. | Team Rahal                     | Alex Tagliani       | Patrick Carpentier  | Michel Jourdain Jr. |
| 7   | 15. Juni  | Monterey Laguna Seca Raceway                     | Patrick Carpentier  | Team Player's                  | Patrick Carpentier  | Patrick Carpentier  | Patrick Carpentier  |
| 8   | 22. Juni  | Portland Portland International Raceway          | Adrián Fernández    | Fernández Racing               | Paul Tracy          | Alex Tagliani       | Paul Tracy          |
| 9   | 5. Juli   | Cleveland Cleveland Street Course                | Sébastien Bourdais  | Newman/Haas Racing             | Sébastien Bourdais  | Sébastien Bourdais  | Paul Tracy          |
| 10  | 13. Juli  | Toronto Streets of Toronto                       | Paul Tracy          | Team Player's                  | Paul Tracy          | Paul Tracy          | Paul Tracy          |
| 11  | 27. Juli  | Vancouver Concord Pacific Place                  | Paul Tracy          | Team Player's                  | Paul Tracy          | Sébastien Bourdais  | Paul Tracy          |
| 12  | 3. Aug.   | Elkhart Lake Road America                        | Bruno Junqueira     | Newman/Haas Racing             | Bruno Junqueira     | Sébastien Bourdais  | Bruno Junqueira     |
| 13  | 10. Aug.  | Lexington Mid-Ohio Sports Car Course             | Paul Tracy          | Team Player's                  | Paul Tracy          | Jimmy Vasser        | Paul Tracy          |
| 14  | 24. Aug.  | Montreal Circuit Gilles Villeneuve               | Michel Jourdain Jr. | Team Rahal                     | Alex Tagliani       | Bruno Junqueira     | Alex Tagliani       |
| 15  | 31. Aug.  | Denver Denver Civic Center                       | Bruno Junqueira     | Newman/Haas Racing             | Bruno Junqueira     | Mário Haberfeld     | Bruno Junqueira     |
| 16  | 28. Sept. | Miami Bayfront Park                              | Mario Domínguez     | Herdez Competition             | Adrián Fernández    | Adrián Fernández    | Adrián Fernández    |
| 17  | 12. Okt.  | Mexiko-Stadt Autódromo Hermanos Rodríguez        | Paul Tracy          | Team Player's                  | Paul Tracy          | Ryan Hunter-Reay    | Paul Tracy          |
| 18  | 26. Okt.  | Surfers Paradise Surfers Paradise Street Circuit | Ryan Hunter-Reay    | American Spirit Team Johansson | Sébastien Bourdais  | Roberto Moreno      | Bruno Junqueira     |
| 19  | 9. Nov.   | Fontana California Speedway                      | abgesagt            | abgesagt                       | abgesagt            | abgesagt            | abgesagt            |

### Fahrer-Meisterschaft
| Pos. | Fahrer                   | Punkte |
| ---- | ------------------------ | ------ |
| 1.   | Paul Tracy               | 226    |
| 2.   | Bruno Junqueira          | 199    |
| 3.   | Michel Jourdain junior   | 195    |
| 4.   | Sébastien Bourdais (R)   | 159    |
| 5.   | Patrick Carpentier       | 146    |
| 6.   | Mario Domínguez          | 118    |
| 7.   | Oriol Servià             | 108    |
| 8.   | Adrián Fernández         | 105    |
| 9.   | Darren Manning (R)       | 103    |
| 10.  | Alex Tagliani            | 97     |
| 11.  | Jimmy Vasser             | 72     |
| 12.  | Mario Haberfeld (R)      | 71     |
| 13.  | Roberto Moreno           | 67     |
| 14.  | Ryan Hunter-Reay (R)     | 64     |
| 15.  | Tiago Monteiro (R)       | 29     |
| 16.  | Mika Salo (R)            | 26     |
| 17.  | Massimiliano Papis       | 25     |
| 18.  | Rodolfo Lavín (R)        | 17     |
| 19.  | Gualter Salles           | 11     |
| 20.  | Geoff Boss (R)           | 8      |
| 21.  | Patrick Lemarié (R)      | 8      |
| 22.  | Joël Camathias (R)       | 6      |
| 23.  | Alex Yoong (R)           | 4      |
| 24.  | Roberto González jr. (R) | 3      |
| 25.  | Bryan Herta              | 2      |
| 26.  | Alex Sperafico (R)       | 0      |
| 27.  | Luis Diaz (R)            | 0      |

(R) = Rookie